# Chabet el Ameur
Chabet el Ameur är en ort i Algeriet.   Den ligger i provinsen Boumerdès, i den norra delen av landet, 60 km öster om huvudstaden Alger. Chabet el Ameur ligger 245 meter över havet och antalet invånare är 19 522.
Terrängen runt Chabet el Ameur är kuperad, och sluttar norrut. Runt Chabet el Ameur är det ganska tätbefolkat, med 248 invånare per kvadratkilometer. Närmaste större samhälle är Lakhdaria, 12,1 km sydväst om Chabet el Ameur. Trakten runt Chabet el Ameur består till största delen av jordbruksmark.